# Motomami
Albums de Rosalía
El mal querer
(2018)
Motomami  est le troisième album de la chanteuse espagnole Rosalía, sorti le 18 mars 2022 sous le label Columbia Records. L'album est produit par Noah Goldstein, Michael Uzowuru, Dylan Wiggins, Pharrell Williams et el Guincho. C'est un album conceptuel sur les sentiments que la chanteuse a éprouvés au cours des trois dernières années, notamment les périodes troublées par la célébrité, le mal du pays et l'isolement, sous la forme d'un collage de ses influences musicales dont la musique latine. Il comprend des participations de The Weeknd et de Tokischa, et est présenté comme l'album le plus personnel et le plus confessionnel de la chanteuse. Une édition deluxe, intitulée Motomami +, est sortie le 9 septembre et contient cinq titres supplémentaires, dont le single Despechá. Rosalía entame une tournée de juillet à décembre 2022 à travers l'Europe et l'Amérique.
Dès sa sortie, l'album reçoit une acclamation universelle de la part des critiques musicaux, dont beaucoup soulignent l'expérimentation et les sonorités qui bousculent les genres. Il devient par la suite l'album le mieux évalué et le plus discuté de l'année sur Metacritic. Sur le plan commercial, l'album entre dans vingt-deux classements dans dix-neuf pays et atteint le top 10 dans sept pays. Motomami figure dans les quarante premières places du UK Albums Chart et du Billboard 200. En Espagne, il occupe la première place du classement PROMUSICAE pendant six semaines consécutives. Il est par ailleurs le deuxième album féminin le plus écouté de l'année dans le monde.

## Contexte
En novembre 2018, Rosalía publie son deuxième album El mal querer, salué par la critique et rencontrant un succès commercial. L'album s'inspire du roman occitan  du XIIIe siècle, Flamenca écrit par Daude de Pradas, et propulse la carrière de la chanteuse. Les sessions d'enregistrement du projet suivant de la chanteuse débutent à Los Angeles en 2019. En tournée cette année-là, la chanteuse sort une collection de singles.
Interrogée lors d'une interview pour la station de radio néerlandaise, sur une éventuelle compilation de singles ou un box set, la chanteuse s'explique : « Je n'aime pas vraiment les disques qui ne sont qu'une collection de singles. J'aime plutôt les disques qui racontent une histoire, qui sont vivants et qui demandent beaucoup de réflexion ». Elle révèle : « J'essaie vraiment de sortir un nouveau projet en 2020 mais que tous les singles indépendants sortis jusqu'à présent n'y figureront pas. En tant que musicienne, j'ai la responsabilité de sortir un album cohérent, un album qui a du sens, un album où les chansons sont liées et partagent une essence ». La chanteuse est ensuite apparue dans des studios d'enregistrement avec Michael Uzowuru, Mike Dean, The Neptunes et Playboi Carti, entre autres.
En mai 2021, sa directrice artistique, Rebecca León, confirme qu'il n'y a pas d'album en 2021. La chanteuse révèle que l'album prend forme, mais que le nombre de chansons n'est pas encore connu. Elle annonce sur TikTok en octobre que le projet est prévu pour bientôt et dévoile en avant-première 30 secondes du premier single de l'album. Lors d'une rencontre avec des fans au Mexique, Rosalía déclare que son nouvel album est très différent de son prédécesseur et que le premier single sort en novembre.
L'album est officiellement annoncé le 2 novembre 2021, accompagné d'une bande-annonce de 15 secondes réalisée par Daniel Sannwald, qui contient un extrait de l'album ainsi qu'une date de sortie en 2022,. Le 8 novembre, la chanteuse dévoile le premier single, La Fama en duo avec le chanteur canadien The Weeknd.

## Enregistrement
Rosalía commence à travailler sur l'album en janvier 2019 et termine en août 2021. La confection de l'album est passée par de nombreuses étapes, car la chanteuse est convaincue de réaliser plusieurs en même temps, à savoir un disque de flamenco, une ballade au piano, un disque de pop et un disque de reggaeton.
La chanteuse est parvenue à trouver un but dans le chaos, en adoptant une palette de couleurs au niveau du son. La production de l'album distingue six éléments qui sont utilisés dans presque tous les morceaux : une batterie agressive, des filtres qui donnent l'impression que la musique est distante, une voix nue (pas d'utilisation d'harmonies vocales), l'utilisation de cordes vocales et une production minimaliste répétée. Lors de la création de l'album, Rosalía s'est inspirée d'artistes tels que Héctor Lavoe, Nina Simone, Patti Smith, Bach, Michèle Lamy, Ocean Vuong, Yayoi Kusama, Ricardo Bofill et Andreï Tarkovski. Le 25 avril 2022, elle partage une playlist Spotify, baptisée « Inspo$ Motomami », qui comprend des interprètes qui l'inspire : Daddy Yankee, Madonna, David Bowie, Björk, Snoop Dogg, Lole y Manuel ou encore Carla Bruni.

## Musiques et paroles
Principalement, c'est un disque de pop et de reggaeton alternatif qui explore également la bachata, le hip-hop, le flamenco, l'art pop, le chiptune, le boléro, l'electropop, le dembow ainsi que le mambo et le funk carioca,. Dans une interview pour Rolling Stone, la chanteuse décrit l'album comme « un disque audacieux, fortement influencé par le reggaeton et il s'agit de l'album le plus personnel et le plus confessionnel que j'ai fait jusqu'à présent », dont les paroles tournent autour des thèmes de la métamorphose, de la sexualité, du chagrin d'amour, de la célébration, de la spiritualité, de l'estime de soi et de l'isolement. L'album est largement inspiré par la musique latine sur laquelle elle dansait avec ses cousins lorsqu'elle est enfant, et qu'elle retrouve lors de ses voyages à travers le monde.
« I love thinking every project should be different than the one before. I'm not interested at all in any formula, or some shit like that. Motomami is built on letting things that happen affect my songs and the way I write—the travels, all of that, letting that affect it sonically, visually. I would love to express what is happening in these three years, so when I'm 70 or 80 and look back and listen to this album, I really can feel and see what was happening in that moment. I don't have the time to keep a diary, and I didn't like that. With this album, I created an excuse to actually write about what was really happening. I tried to convey the ambivalence, if that makes sense—a place or context can be really exciting, but at the same time it can be very hostile. »
— Rosalía pour le magazine Pitchfork.
        
« J'aime penser que chaque projet doit être différent du précédent. Je ne m'intéresse pas du tout aux principes de base, ni à ce genre de choses. Motomami est construit en laissant les choses qui se passent affecter mes chansons et la façon dont j'écris - les voyages, tout ça, les laissant influencer le son, l'aspect visuel. J'aimerais exprimer ce que j'ai vécu au cours de ces trois années, pour que lorsque j'aurai 70 ou 80 ans et que j'écouterai cet album, je puisse vraiment ressentir et voir ce qui s'est passé à ce moment-là. Je n'ai pas le temps de tenir un journal, et je déteste cela. Avec cet album, le prétexte est tout trouvé pour écrire sur ce qui se passe. J'ai essayé de transmettre l'ambivalence, si cela a un sens - un lieu ou un contexte peut être vraiment excitant, mais en même temps il peut être très hostile »

## Concept
Lors d'une interview accordée à Zane Lowe pour Apple Music 1, la chanteuse décrit l'album comme un autoportrait. Elle révèle également que l'album est plus amusant que les précédents : « J'ai l'impression que je n'ai pas fait cela dans les autres albums. En outre, ils sont beaucoup plus sérieux et je pense que pour celui-ci, je me suis dit que je veux vraiment trouver un moyen de laisser mon sens de l'humour s'exprimer ».
En ce qui concerne le titre, elle déclare avoir choisi de l'appeler Motomami en l'honneur de sa mère, Pilar Tobella, qui avait l'habitude de la promener à moto dans toute la ville. Elle raconte à Brut que ce mot était dans l'adresse mail utilisée par son amie Maite au lycée. Il fait également référence à l'entreprise que sa mère dirige, créée en 2018 pour gérer les activités liées à la représentation des artistes,.
Elle explique qu'elle a choisi ce nom pour l'album parce qu'il est « structuré par deux types d'énergie contrastée » : Moto est la partie divine, expérimentale, frictionnelle et la plus forte, tandis que Mami est la partie authentique, personnelle, confessionnelle et vulnérable. La chanteuse indique que « le féminisme est présent dans le projet. Il est représenté dans certaines chansons, et peut-être un peu moins dans d'autres, parce qu'en fin de compte, il s'agit du voyage émotionnel des hauts et des bas qu'un artiste peut connaître. Il y a beaucoup de choses de mon quotidien qui expliquent pourquoi cette revendication des femmes et de la féminité est importante ». Rosalía espère que l'album puisse apporter un équilibre féministe à la misogynie dans l'industrie de la musique.

## Promotion
Les stratégies promotionnelles commencent en novembre 2021, avec l'annonce de l'album et la sortie de son premier single. Qualifiée de « brillante », la campagne derrière ce troisième album mêle des bannières promotionnelles physiques, des singles radio, des articles dans des magazines, des interactions avec les réseaux sociaux et une utilisation intensive de TikTok pour dévoiler le contenu à venir. 
Pendant la semaine d'Art Basel en décembre 2021, divers graffitis promotionnels de l'album apparaissent dans les rues de Miami Beach. Ce type de bannières est ensuite exporté dans d'autres villes, notamment Barcelone, Buenos Aires, New York, Madrid, Mexico, Milan, Séoul et Tokyo. Ces bannières contiennent des paroles de l'album. Des panneaux d'affichage sponsorisés par Spotify sont placés dans des espaces publics dans certaines villes lors de la sortie de l'album.

## Liste des titres
| No  | Titre                            | Durée |
| --- | -------------------------------- | ----- |
| 1.  | Saoko                            | 2:17  |
| 2.  | Candy                            | 3:13  |
| 3.  | La fama (avec The Weeknd)        | 3:08  |
| 4.  | Bulerías                         | 2:35  |
| 5.  | Chicken Teriyaki                 | 2:02  |
| 6.  | Hentai                           | 2:42  |
| 7.  | Bizcochito                       | 1:49  |
| 8.  | Genís                            | 4:12  |
| 9.  | Motomami                         | 1:01  |
| 10. | Diablo                           | 2:45  |
| 11. | Delirio de grandeza              | 2:35  |
| 12. | Cuuuuuuuuuute                    | 2:30  |
| 13. | Como un G                        | 4:22  |
| 14. | Abcdefg                          | 1:05  |
| 15. | La combi Versace (avec Tokischa) | 2:40  |
| 16. | Sakura                           | 3:21  |

## Certifications
| Pays              | Certification | Ventes certifiées |
| ----------------- | ------------- | ----------------- |
| États-Unis (RIAA) | Or            | 500 000           |
| France (SNEP)     | Platine       | 100 000           |

## Tournée
En octobre 2021, dans le cadre d'une conférence musicale, son tour manager Agustín Boffi révèle que la chanteuse effectue une tournée mondiale en 2022, préparée depuis plus d'un an. Il a également fait savoir que l'équipe de la tournée comptera plus de 150 personnes, contre 40 pour la précédente tournée. Le 18 avril 2022, les dates de la tournée sont dévoilées. La série de quarante-six concerts commence le 6 juillet à Almería et se termine le 18 décembre 2022 à Paris,.